# Ringvej Syd (Regstrup)
 For alternative betydninger, se Ringvej Syd. (Se også artikler, som begynder med Ringvej Syd)
Ringvej Syd er en to sporet ringvej der går syd om Regstrup.
Vejen er med til at lede trafikken syd om Regstrup og ud til Kalundborgmotorvejen (primærrute 23), så byen ikke bliver belastet af så meget gennemkørende trafik.
Vejen forbinder Sdr. Jernløsevej i syd med Ebbehøj i vest, og passerer Kalundborgmotorvejen frakørsel 3 Jernløse hvorfra der er forbindelse til København og Kalundborg.